# Yang Jung-mo
Yang Jung-mo   () és un lluitador sud-coreà, ja retirat, especialista en lluita lliure, que va competir durant la dècada de 1970.
El 1976 va prendre part en els Jocs Olímpics d'Estiu de Montreal, on va guanyar la medalla d'or en la competició del pes ploma del programa de lluita lliure.
En el seu palmarès també destaquen dues medalles en el Campionat del Món, de plata el 1978 i de bronze el 1975, així com dues medalles d'or en els Jocs Asiàtics, el 1974 i 1978.